# Samuel Benchimol
Samuel Isaac Benchimol  (Manaus, 13 de julho de 1923 – Manaus, 7 de maio de 2002) foi um economista, cientista e professor brasileiro de ascendência judia-marroquina. 
Samuel Benchimol foi um economista, cientista e professor brasileiro que defendia a sobrevivência do homem com a floresta. Para ele, o homem tinha de ser feliz com a floresta em pé, mas a floresta não poderia se sobressair sobre o bem-estar do homem. Foi o maior amazonólogo de todos os tempos. Ele defendeu a Amazônia como ninguém, escreveu 150 livros.
Foi considerado um dos principais especialistas da região amazônica. Contribuiu no estudo de aspectos sociais no domínio da economia da região da Amazônia, aprofundando questões sobre o desenvolvimento sustentável da bacia do rio Amazonas.
Publicou mais de cem artigos e livros sobre estes assuntos. O governo brasileiro instituiu o prêmio Benchimol em sua homenagem, o qual é anualmente atribuído em três categorias para as primeiras três pessoas que tenham contribuído de forma substancial para o entendimento da região da Amazônia.
Lecionava Introdução à Amazônia na Universidade Federal do Amazonas (UFAM). O novo prédio da administração da Faculdade de Direito da UFAM, na cidade de Manaus, hoje leva seu nome, assim como o prédio da Escola Superior de Artes e Turismo da Universidade do Estado do Amazonas (UEA), localizada na Avenida Leonardo Malcher, na Praça 14 de Janeiro, Zona Sul de Manaus.

## Obras
- BENCHIMOL, Samuel Isaac. Zênite ecológico e Nadir econômico-social: Análises e propostas para o desenvolvimento sustentável na Amazônia. Manaus: Valer, 2001.
- ______. Amazônia: a guerra na floresta. Rio de Janeiro, RJ: Civilização Brasileira, 1992.
- ______ . Eretz Amazônia - os Judeus na Amazônia. Editora Valer. Ano 1998.
- ______. Desenvolvimento Sustentável da Amazônia: Cenário, perspectivas e indicadores. Manaus: Valer, 2002.
- ______. Problemas de Desenvolvimento Econômico: com especial referência ao caso amazônico. Manaus: Editora Sérgio Cardoso, 1957.
- ______. Pólos de Crescimento e Desenvolvimento Econômico. Manaus: Editora Sérgio Cardoso, 1965.
- ______. Estrutura Geo-social e econômica da Amazônia. 1º volume. Série Euclides da Cunha. Manaus: Governo do Estado do Amazonas, 1966.
- ______. Tendências, Perspectivas e Mudanças na Economia e na Sociedade Amazônicas. Manaus: Valer: 1980.
- ______. Amazônia Fiscal, uma análise da arrecadação tributária e seus efeitos sobre o desenvolvimento regional. Manaus: ISEA (Instituto Superior de Estudos da Amazônia), 1988.
- ______. Amazônia: Ecologia e Desenvolvimento. In: Encontro dos Empresários da Amazônia, Manaus, 1989.
- ______. Amazônia: Planetarização e Moratória Ecológica. São Paulo: Edição Universidade Paulista – Cered, 1989, 144p.
- ______. O imposto Internacional Ambiental e a Poluição Nacional Bruta. Manaus: Edição Universidade do Amazonas, 1990.
- ______. O Homem e o Rio na Amazônia: uma abordagem ecossociológica. Trabalho apresentado ao 48º Congresso Internacional de Americanistas, Stockholm: Edição xerox, 1994. 8 p.
- ______. Os Índios e os Caboclos na Amazônia: Uma herança cultural-antropológica. Trabalho apresentado ao 48º Congresso Internacional de Americanistas, Stockholm: Edição xerox, 1994, 13 p.
- ______. Esboço de uma política e estratégia para a Amazônia. Manaus: Edição xerox, 1994, 27 p.